# Kepler-326
Kepler 326 es un sistema planetario formado por la estrella extrasolar del mismo nombre (otras denominaciones 2MASS J19371813+4600081, KIC 9471268, KOI-1835, WISE J193718.14+460007.9) y tres exoplanetas descubierta por el telescopio espacial Kepler.

## Datos técnicos
La estrella se encuentra a una distancia aproximada de 1612.1891 Años Luz de nuestro Sistema Solar. La magnitud aparente es de 12.2 y la magnitud absoluta de 3.8.
La temperatura de la superficie es de 5105 grados Kelvin. El tamaño es 0.8 veces el Sol y su masa es 1.0 la masa de nuestro Sol.

## Sistema planetario
Alrededor de la estrella orbitan tres exoplanetas: Kepler 326b, Kepler 326c y Kepler 326d. Los exoplanetas fueron descubiertos en 2014 por la sonda Kepler mediante el método de tránsito y en un primer momento fueron clasificados como candidatos a planeta. En un análisis estadístico más reciente realizado por el NASA Ames Research Center se ha desechado la posibilidad de que sean falsos positivos en un 99% a pesar de que todavía se desconozcan muchos de sus parámetros. 
| Nombre | Año desc. | Masa.   | Radio T   | Semieje mayor (UA) | Período orbital (días obs.) | Nombres alt.                                                                                        |
| ------ | --------- | ------- | --------- | ------------------ | --------------------------- | --------------------------------------------------------------------------------------------------- |
| b      | 2014      | 4,52 MT | 1.5244 RT | 0,0320             | 2,25                        | KOI-1835 b KOI-1835.02 KIC 9471268 b KIC 9471268.02 Gaia DR2 2128098197152438144 b                  |
| c      | 2014      | 3,32 MT | 1,4011 RT | 0,0510             | 4,58                        | KOI-1835 c KOI-1835.01 KIC 9471268 c KIC 9471268.01 Gaia DR2 2128098197152438144 c                  |
| d      | 2014      | 1,95 MT | 1,2106 RT | 0,0660             | 6,77                        | 2MASS J19371813+4600081 d K01835.03 KIC 9471268 d KOI-1835 d KOI-1835.03 WISE J193718.14+460007.9 d |